# 查梅里亞
查梅里亞是现今阿尔巴尼亚人使用的一个历史地区的称呼，包含阿尔巴尼亚南部伊庇鲁斯地区沿岸部分地区和希腊伊庇鲁斯地区历史上的阿尔巴尼亚人聚居区。该名称的使用与大阿尔巴尼亚的概念有关、